# Un gioco da ragazze (film)
Un gioco da ragazze è un film del 2008 diretto da Matteo Rovere, all'esordio come regista.
La pellicola è l'adattamento cinematografico dell'omonimo romanzo di Andrea Cotti. Il film ha partecipato, in concorso, al Festival internazionale del film di Roma 2008, ed è stato presentato in anteprima il 25 ottobre 2008.
Inizialmente vietato ai minori di 18 anni, dopo il ricorso alla Commissione di Revisione Cinematografica da parte dei produttori, il film è stato poi vietato solamente ai minori di 14 anni, senza che sia stato effettuato alcun taglio rispetto al montaggio iniziale. Nel primo week-end di programmazione in Italia il film ha incassato 250.000 euro.

## Trama
Elena è una giovane ragazza proveniente da una ricca famiglia toscana, che trascorre la propria vita tra notti in discoteca e scuola. Elena ha due amiche, Michela e Alice, che tratta come due schiave e che devono reggerle il gioco.
Queste tre ragazze sono condizionate dalla televisione e dalle riviste di moda, quindi fissate con la dieta fino all'anoressia, prendendo come modello di donna Kate Moss. Elena prende in giro quelle che sono considerate le più "sfigate" in quanto "secchione" e studiose: è quindi una bulla, e fa anche abuso di droghe, nascondendo dietro questi atteggiamenti un profondo disagio psicologico, derivato dalla poca presenza dei genitori, troppo presi da impegni mondani e lavorativi. Mario Landi, un nuovo professore arrivato dalla provincia toscana, arriva nella scuola di Elena e scopre la vera personalità delle tre ragazze. Elena organizza un gioco molto pericoloso, tentando di rovinare la famiglia del professore e non solo, riuscendo nel suo nefasto intento.